# Thanatus xinjiangensis
Thanatus xinjiangensis es una especie de araña cangrejo del género Thanatus, familia Philodromidae. Fue descrita científicamente por Hu & Wu en 1989.

## Distribución
Esta especie se encuentra en China.